# Orbita cronocentrica
In astronomia e astronautica si dice orbita cronocentrica una qualsiasi orbita attorno al pianeta Saturno.
Naturalmente tutti i satelliti naturali di Saturno, oltre ai minuscoli corpi che ne compongono gli anelli, si trovano in orbita cronocentrica; analogamente, diverse sonde spaziali di fabbricazione umana, nel corso degli anni, si sono immesse in orbita attorno al pianeta, mediante opportune correzioni orbitali a partire dall'orbita eliocentrica originaria. Tale orbita ovviamente è anche di tipo planetocentrica.

## Orbite notevoli
Alcuni tipi particolari di orbite cronocentriche sono l'orbita cronosincrona e l'orbita cronostazionaria.